# Hylaeamys
Hylaeamys är ett släkte av gnagare i familjen hamsterartade gnagare som förekommer i Sydamerika.
Arterna ingick tidigare i släktet Oryzomys. Efter genetiska undersökningar under början av 2000-talet bildades året 2006 det nya släktet. Dessutom har medlemmarnas skallar gemensamma kännetecken som avviker från övriga Oryzomys.
Den korta och ganska grova pälsen på ovansidan är mörkgrå till intensiv brun eller ljusbrun och på undersidan förekommer gråaktig päls. Vid svansen som är ungefär lika lång som huvud och bål tillsammans är undersidan lite ljusare. Arterna har smala och långa bakfötter. Tofsar av hår täcker klorna delvis. Släktets medlemmar har nästan samma utseende. Avvikelser finns i längdförhållanden mellan de olika kroppsdelarna samt i arternas karyotyp.
Släktets utbredningsområde ligger i Sydamerikas norra och centrala lågland från Venezuela till Paraguay. Arterna hittas även på några sydamerikanska öar i Atlanten. Vid bergstrakternas låga delar når dessa gnagare 1500 meter över havet (enligt en annan källa 1000 meter). Habitatet utgörs främst av fuktiga städsegröna eller lövfällande skogar.
Släktet utgörs av sju arter:
- Hylaeamys acritus
- Hylaeamys laticeps
- Hylaeamys megacephalus
- Hylaeamys oniscus
- Hylaeamys perenensis
- Hylaeamys tatei
- Hylaeamys yunganus

IUCN listar 2 arter som nära hotad (NT), 2 arter med kunskapsbrist (DD) och 3 arter som livskraftig (LC).